# Ulrich Wehling
Ulrich Wehling (ur. 8 lipca 1952 w Halle) – niemiecki kombinator norweski reprezentujący NRD, trzykrotny złoty medalista olimpijski, dwukrotny medalista mistrzostw świata oraz złoty medalista mistrzostw świata juniorów.

## Kariera
Pierwszy sukces w karierze osiągnął w 1971 roku, kiedy wywalczył indywidualnie złoty medali na Mistrzostwach Juniorów w Nesselwang. Już rok później wystąpił na igrzyskach olimpijskich w Sapporo, gdzie sięgnął po złoty medal. Po skokach zajmował czwarte miejsce, jednak w biegu uzyskał drugi czas i wskoczył na pierwsze miejsce, wyprzedzając Fina Rauno Miettinena i swego rodaka Karla-Heinza Lucka. W momencie zwycięstwa miał 19 lat i 5 miesięcy i do dziś pozostaje najmłodszym w historii mistrzem olimpijskim w kombinacji norweskiej.
Najlepszy okazał się także na mistrzostwa świata w Falun w 1974 roku, gdzie wyprzedził swego rodaka Güntera Deckerta oraz Polaka Stefana Hulę. Następnie zwyciężył na igrzyskach olimpijskich w Innsbrucku w 1976 roku, gdzie prowadził już po skokach. Najsłabszy występ na imprezie tego kalibru zanotował w 1978 roku podczas mistrzostw świata w Lahti w 1978 roku. Po skokach zajmował dopiero ósme miejsce, a w biegu uzyskał czwarty czas. Wystarczyło to jednak, by stanąć na najniższym stopniu podium, za innym reprezentantem NRD Konradem Winklerem oraz Rauno Miettinenem.
Ostatnim występem Wehlinga były igrzyska olimpijskie w Lake Placid w 1980 roku, gdzie zdobył trzeci złoty medal z rzędu. Jest jednym z trzech sportowców, którzy trzykrotnie wygrali tę samą konkurencję na zimowych igrzyskach olimpijskich, pozostali to szwedzki łyżwiarz figurowy Gillis Grafström i niemiecki saneczkarz Georg Hackl. W Lake Placid wygrał skoki i prowadzenia nie oddał na trasie biegu. Z niewielką przewagą wyprzedził Jouko Karjalainena z Finlandii oraz Konrada Winklera.
Ponadto Wehling trzy razy z rzędu wygrał zawody w kombinacji norweskiej podczas Holmenkollen ski festival w latach 1975–1977. Za swoje osiągnięcia w 1976 roku otrzymał medal Holmenkollen. Był także mistrzem NRD w latach 1973, 1975, 1976, 1977, 1978 i 1979.
Po zakończeniu pracował między innymi w Międzynarodowej Federacji Narciarskiej (FIS). Jego żoną jest była reprezentantka NRD w saneczkarka Eva-Maria Wernicke. W 2012 roku po 20 latach pracy w FIS zrezygnował z funkcji dyrektora Pucharu Świata.

## Osiągnięcia

### Igrzyska olimpijskie
| Miejsce | Dzień     | Rok  | Miejscowość | Konkurencja              | Wynik zwycięzcy | Strata | Zwycięzca |
| ------- | --------- | ---- | ----------- | ------------------------ | --------------- | ------ | --------- |
| 1.      | 5 lutego  | 1972 | Sapporo     | Indywidualnie K-90/15 km | 413.340 pkt     | -      | -         |
| 1.      | 9 lutego  | 1976 | Innsbruck   | Indywidualnie K-90/15 km | 423.39 pkt      | -      | -         |
| 1.      | 19 lutego | 1980 | Lake Placid | Indywidualnie K-90/15 km | 432.200 pkt     | -      | -         |

### Mistrzostwa świata
| Miejsce | Dzień     | Rok  | Miejscowość | Konkurencja              | Wynik zwycięzcy | Strata    | Zwycięzca      |
| ------- | --------- | ---- | ----------- | ------------------------ | --------------- | --------- | -------------- |
| 1.      | 19 lutego | 1974 | Falun       | Indywidualnie K-90/15 km | 421.14 pkt      | -         | -              |
| 3.      | 20 lutego | 1978 | Lahti       | Indywidualnie K-90/15 km | 435.24 pkt      | -4.41 pkt | Konrad Winkler |

### Mistrzostwa świata juniorów
| Miejsce | Dzień    | Rok  | Miejscowość | Konkurencja              | Wynik zwycięzcy | Strata | Zwycięzca |
| ------- | -------- | ---- | ----------- | ------------------------ | --------------- | ------ | --------- |
| 1.      | 6 lutego | 1971 | Nesselwang  | Indywidualnie K-90/15 km | ?               | -      | -         |